# Columbia Pictures
Columbia Pictures Industries, Inc. je američka kompanija za proizvodnju i distribuciju filmova. Jedna je od šest vodećih filmskih studija u Hollywoodu. Čini dio Columbia TriStar Motion Pictures Group u vlasništvu Sony Pictures Entertainmenta, podružnice japanske korporacije Sony.
Studio je osnovan 1919. godine pod imenom Cohn-Brandt-Cohn Film Sales, a 1924. godine promijenio je ime u Columbia Pictures. Godine 1982. studio je kupila Coca-Cola kompanija, a pet godina kasnije Columbia Pictures udružuje se s TriStar Picturesom u Columbia Pictures Entertaiment. Godine 1989. japanska korporacija Sony kupuje Columbia Pictures grupaciju.

## Važniji filmovi
- Posljednji akcijski junak, (1993.)
- Male žene, (1994.)
- Desperado, (1995.)
- Peti element, (1997.)
- Ljudi u crnom, (1997.)
- Air Force One, (1997.)
- Pad crnog jastreba, (2001.)
- Spider-Man, (2002.)
- Ljudi u crnom 2, (2002.)
- Spider-Man 2, (2004.)
- Da Vincijev kod, (2006.)
- Casino Royale, (2006.)
- Spider-Man 3, (2007.)
- Zrno utjehe, (2008.)
- Anđeli i demoni, (2009.)
- Terminator: Spasenje, (2009.)
- Društvena mreža, (2010.)
- 21 Jump Street, (2012.)
- Spider-Man: Daleko od kuće (2019.)

## Vanjske poveznice
- Columbia Pictures (us) na Internet Movie Databaseu (engl.)